# Marie Öhrn
Marie Öhrn född 27 december 1952 i Älmhult, är en svensk skådespelare.

## Biografi
Öhrn studerade vid Statens scenskola i Stockholm. Hon har varit verksam inom teater, film och TV. Under 1990-talet arbetade hon med barnteater på Sigurdteatern i Västerås. Under 2000-talet har hon varit drivande i barnunderhållningsprojektet Saftsalonger.
Öhrn skrev och medverkade i Björnes Magasin 1987–1992.

## Filmografi
- 1981 – Min syster kan grekiska
- 1987 – Peta näsan (TV-serie)
- 1989 – Dårfinkar och dönickar (TV-serie)
- 1990 – Honungsvargar
- 1991 – Underjordens hemlighet

## Teater

### Roller
| År   | Roll | Produktion                                     | Regi             | Teater                   |
| ---- | ---- | ---------------------------------------------- | ---------------- | ------------------------ |
| 1980 |      | Sparvel Staffan Göthe                          | Torbjörn Astner  | Malmö stadsteater        |
| 1986 |      | Mandragola (La Mandragola) Niccolò Machiavelli | Radu Penciulescu | Dramatiska ensemblen     |
| 2022 |      | Jag börjar om Marie Öhrn                       |                  | Kulturhuset Stadsteatern |

### Fotnoter
1. 1 2  ”Marie Öhrn”. Svensk Filmdatabas. http://sfi.se/sv/svensk-filmdatabas/Item/?type=PERSON&itemid=175185. Läst 15 maj 2013.
2. ↑  ”Marie Ekman Öhrn”. Dramadirekt. Arkiverad från originalet den 5 augusti 2006. https://web.archive.org/web/20060805173219/http://dramadirekt.com/presentationer.php?authorlist=45056. Läst 15 maj 2013.
3. ↑  Lars Linder (28 februari 1986). ”Hedervärt, men det räcker inte”. Dagens Nyheter:  s. 20. https://arkivet.dn.se/tidning/1986-02-28/57/20. Läst 4 februari 2022.